# Papiss Cissé
Papiss Demba Cissé, född 3 juni 1985 i Dakar, är en senegalesisk-fransk fotbollsspelare (anfallare). Han innehar rekordet för flest gjorda mål av en afrikansk spelare under en enda Bundesliga-säsong, 22 ligamål säsongen 2010/2011. Samma säsong vann Cissé EFFIFU-priset, efter ha varit den mest effektiva anfallaren i ligan.

## Klubbkarriär
Cissé började sin karriär i AS Génération Foot innan han flyttade till den franska klubben FC Metz sommaren 2005. Efter endast en månad under säsongen 2005/2006 lämnade han Metz och lånades ut till den franska klubben AS Cherbourg Fotboll. Under denna säsong spelade Cissé 26 matcher och gjorde 11 mål för Normandie-klubben. Efter säsongen återvände han till Metz, där han stannade i ytterligare två år innan han lånades ut till den franska klubben LB Chateauroux i januari 2008. Efter lånet återvände han i juli 2008 till FC Metz för tredje gången.

### SC Freiburg
Cissé värvades den 28 december 2009 av Bundesliga-klubben SC Freiburg från FC Metz för 1 320 000 pund (1 600 000 euro). Freiburg blev intresserade av Cissé sommaren 2009 efter att han gjort ett mål och en assist i FC Metz 2–1-seger över Freiburg i en träningsmatch. Dock kunde inte lagen komma överens om en övergångssumma. Hannover 96 visade också intresse för spelaren. I sin första säsong för Freiburg spelade Cissé 16 matcher och gjorde sex mål.
Under Bundesligasäsongen 2010/2011 gjorde han sin första hela säsong med Freiburg och kom tvåa i skytteligan, endast bakom Mario Gómez i Bayern München som gjort 28 mål. Cissé satte även klubb- och ligarekord; hans 22 mål under säsongen var flest mål gjorda av en SC Freiburg-spelare, samt rekordet för flest gjorda mål av en afrikan under en enda Bundesligasäsong. Rekordet hade tidigare Tony Yeboah som gjorde 20 mål för Eintracht Frankfurt 1993. Samma säsong vann Cissé EFFIFU-priset som den mest effektiva anfallaren i ligan.

### Newcastle United
Den 17 januari 2012 skrev Cissé på ett 5½-årskontrakt med Newcastle United för en uppskattat avgift på 9 000 000 pund och där han förenades med landslagskamraten Demba Ba. Han fick därefter tröjnummer nio. Den 5 februari gjorde Cissé sin debut för Newcastle i 2–1-ligasegern över Aston Villa på St James' Park. Han byttes in mot skadade Leon Best i den 14:e minuten och gjorde det vinnande målet i den 71:a minuten. Den 11 februari gjorde han sin debut från start i 0–5-bortaförlusten mot Tottenham Hotspur. Den 25 mars gjorde han två mål i första halvlek i Newcastles 3–1-ligaseger över West Bromwich Albion på The Hawthorns. Cissé två mål mot West Brom gjorde honom till den snabbaste spelare sedan Les Ferdinand att göra fem mål för Newcastle.
Cissé gjorde sitt sjätte och sjunde mål i en 2–0-seger över Liverpool på St James' Park. Cissé gjorde ytterligare två mål i 2–0-bortavinsten mot Swansea City den 6 april 2012, vilket betyder att han har gjort nio mål på åtta matcher.

## Klubbstatistik
| Klubb                                                 | Säsong            | Inhemsk liga         | Inhemsk liga | Inhemsk liga | Nat. täv. | Nat. täv. | Internat. täv. | Internat. täv. | Totalt | Totalt |
| Klubb                                                 | Säsong            | Serie                | SM           | Mål          | SM        | Mål       | SM             | Mål            | SM     | Mål    |
| ----------------------------------------------------- | ----------------- | -------------------- | ------------ | ------------ | --------- | --------- | -------------- | -------------- | ------ | ------ |
| FC Metz                                               | 2005/2006         | Ligue 1              | 1            | 0            | 0         | 0         | 0              | 0              | 1      | 0      |
| FC Metz                                               | Totalt i klubblag | Totalt i klubblag    | 1            | 0            | 0         | 0         | 0              | 0              | 1      | 0      |
| AS Cherbourg                                          | 2005/2006         | Championnat National | 28           | 11           | 0         | 0         | 0              | 0              | 28     | 11     |
| AS Cherbourg                                          | Totalt i klubblag | Totalt i klubblag    | 28           | 11           | 0         | 0         | 0              | 0              | 28     | 11     |
| FC Metz                                               | 2006/2007         | Ligue 2              | 32           | 12           | 2         | 0         | 1              | 0              | 35     | 12     |
| FC Metz                                               | 2007/2008         | Ligue 1              | 9            | 0            | 0         | 0         | 0              | 0              | 9      | 0      |
| FC Metz                                               | Totalt i klubblag | Totalt i klubblag    | 41           | 12           | 2         | 0         | 1              | 0              | 44     | 12     |
| LB Châteauroux                                        | 2007/2008         | Ligue 2              | 15           | 4            | 0         | 0         | 0              | 0              | 15     | 4      |
| LB Châteauroux                                        | Totalt i klubblag | Totalt i klubblag    | 15           | 4            | 0         | 0         | 0              | 0              | 15     | 4      |
| FC Metz                                               | 2008/2009         | Ligue 2              | 37           | 16           | 0         | 0         | 1              | 0              | 38     | 16     |
| FC Metz                                               | 2009/2010         | Ligue 2              | 16           | 8            | 2         | 1         | 3              | 1              | 21     | 10     |
| FC Metz                                               | Totalt i klubblag | Totalt i klubblag    | 53           | 24           | 2         | 1         | 4              | 1              | 59     | 26     |
| SC Freiburg                                           | 2009/2010         | 1. Bundesliga        | 16           | 6            | 0         | 0         | 0              | 0              | 16     | 6      |
| SC Freiburg                                           | 2010/2011         | 1. Bundesliga        | 32           | 22           | 2         | 2         | 0              | 0              | 34     | 24     |
| SC Freiburg                                           | 2011/2012         | 1. Bundesliga        | 17           | 9            | 0         | 0         | 0              | 0              | 17     | 9      |
| SC Freiburg                                           | Totalt i klubblag | Totalt i klubblag    | 65           | 37           | 2         | 2         | 0              | 0              | 67     | 39     |
| Newcastle United                                      | 2011/2012         | Premier League       | 8            | 9            | 0         | 0         | 0              | 0              | 8      | 9      |
| Newcastle United                                      | Totalt i klubblag | Totalt i klubblag    | 8            | 9            | 0         | 0         | 0              | 0              | 8      | 9      |
| Antal matcher och mål är korrekt per den 6 april 2012 |                   |                      |              |              |           |           |                |                |        |        |

## Landslagskarriär
Cissé gjorde sin landslagsdebut för Senegal den 12 augusti 2009, i en vänskapsmatch mot DR Kongo.

### Matcher
| Nr  | Datum            | Arena                                          | Motståndare      | Resultat | Mål | Tävling                                      |
| --- | ---------------- | ---------------------------------------------- | ---------------- | -------- | --- | -------------------------------------------- |
| 1.  | 12 augusti 2009  | Stade des Martyrs, Kinshasa, Kongo-Kinshasa    | Kongo-Kinshasa   | 1–2      | 2   | Träningsmatch                                |
| 2.  | 27 maj 2010      | Energi Nord Arena, Ålborg, Danmark             | Danmark          | 2–0      | 0   | Träningsmatch                                |
| 3.  | 11 augusti 2010  | Stade Léopold Sédar Senghor, Dakar, Senegal    | Kap Verde        | 1–0      | 0   | Träningsmatch                                |
| 4.  | 9 oktober 2010   | Stade Léopold Sédar Senghor, Dakar, Senegal    | Mauritius        | 7–0      | 3   | Kvalspelet till afrikanska mästerskapet 2012 |
| 5.  | 17 november 2010 | Stade Michel-Hidalgo, Saint-Gratien, Frankrike | Gabon            | 2–1      | 1   | Träningsmatch                                |
| 6.  | 9 februari 2011  | Stade Léopold Sédar Senghor, Dakar, Senegal    | Guinea           | 3–0      | 1   | Träningsmatch                                |
| 7.  | 26 mars 2011     | Stade Léopold Sédar Senghor, Dakar, Senegal    | Kamerun          | 1–0      | 0   | Kvalspelet till afrikanska mästerskapet 2012 |
| 8.  | 4 juni 2011      | Stade Ahmadou Ahidjo, Yaoundé, Kamerun         | Kamerun          | 0–0      | 0   | Kvalspelet till afrikanska mästerskapet 2012 |
| 9.  | 10 augusti 2011  | Stade Léopold Sédar Senghor, Dakar, Senegal    | Marocko          | 0–2      | 0   | Träningsmatch                                |
| 10. | 3 september 2011 | Stade Léopold Sédar Senghor, Dakar, Senegal    | Kongo-Kinshasa   | 2–0      | 0   | Kvalspelet till afrikanska mästerskapet 2012 |
| 11. | 9 oktober 2011   | Stade George V, Curepipe, Mauritius            | Mauritius        | 2–0      | 1   | Kvalspelet till afrikanska mästerskapet 2012 |
| 12. | 12 januari 2012  | Stade Léopold Sédar Senghor, Dakar, Senegal    | Sudan            | 1–0      | 0   | Träningsmatch                                |
| 13. | 15 januari 2012  | Stade Léopold Sédar Senghor, Dakar, Senegal    | Kenya            | 1–0      | 1   | Träningsmatch                                |
| 14. | 21 januari 2012  | Estadio de Bata, Bata, Ekvatorialguinea        | Zambia           | 1–2      | 0   | Afrikanska mästerskapet 2012                 |
| 15. | 25 januari 2012  | Estadio de Bata, Bata, Ekvatorialguinea        | Ekvatorialguinea | 1–2      | 0   | Afrikanska mästerskapet 2012                 |
| 16. | 29 januari 2012  | Estadio de Bata, Bata, Ekvatorialguinea        | Libyen           | 1–2      | 0   | Afrikanska mästerskapet 2012                 |

## Meriter

### Individuella
- Bästa målskytt i Bundesliga: Tvåa 2010/2011
- EFFIFU-priset: 2010/2011